# Sean McDermott
Sean McDermott (Kristiansand, 1993. május 30. –) norvég születésű ír korosztályos válogatott labdarúgó, a norvég Kristiansund kapusa.

## Pályafutása

### Klubcsapatokban
McDermott a norvégiai Kristiansand városában született. Az ifjúsági pályafutását a Våg csapatában kezdte, majd 2009-ben az angol Arsenal akadémiájánál folytatta.
2012-ben kölcsönben szerepelt a Leeds United felnőtt csapatában ám pályára nem lépett pályára. Még az évben visszatért Norvégiába és az első osztályban szereplő Sandnes Ulfhoz szerződött. Először a 2012. október 19-ei, Rosenborg elleni mérkőzésen lépett pályára.
A 2015-ös szezon kezdete előtt a Starthoz igazolt, de pályára ott sem lépett. 2016-ban egy szezon erejéig az Ull/Kisa csapatát erősítette. 
2017-ben az első osztályba újonnan feljutó Kristiansund szerződtette le. 2017. április 4-én, a Molde ellen 1–0-ra elvesztett ligamérkőzésen debütált. 2019 januárja és márciusa között a román Dinamo București csapatában szerepelt, majd visszatért a Kristiansundhoz.

### A válogatottban
2013-ban debütált az ír U21-es válogatottban. Először 2013. február 6-án, Hollandia ellen 3–0-ra megnyert barátságos mérkőzésen debütált.

## Statisztikák
2022. szeptember 4. szerint
| Klub             | Szezon   | Osztály     | Bajnokság | Bajnokság | Kupa  | Kupa | Nemzetközi | Nemzetközi | Összesen | Összesen |
| Klub             | Szezon   | Osztály     | Meccs     | Gól       | Meccs | Gól  | Meccs      | Gól        | Meccs    | Gól      |
| ---------------- | -------- | ----------- | --------- | --------- | ----- | ---- | ---------- | ---------- | -------- | -------- |
| Sandnes Ulf      | 2012     | Tippeligaen | 8         | 0         | 0     | 0    | —          | —          | 8        | 0        |
| Sandnes Ulf      | 2013     | Tippeligaen | 25        | 0         | 0     | 0    | —          | —          | 25       | 0        |
| Sandnes Ulf      | Összesen | Összesen    | 33        | 0         | 0     | 0    | 0          | 0          | 33       | 0        |
| Ull/Kisa         | 2016     | OBOS-ligaen | 11        | 0         | 0     | 0    | —          | —          | 11       | 0        |
| Kristiansund     | 2017     | Eliteserien | 28        | 0         | 1     | 0    | —          | —          | 29       | 0        |
| Kristiansund     | 2018     | Eliteserien | 29        | 0         | 2     | 0    | —          | —          | 31       | 0        |
| Kristiansund     | Összesen | Összesen    | 57        | 0         | 3     | 0    | 0          | 0          | 60       | 0        |
| Dinamo București | 2018–19  | Liga 1      | 3         | 0         | 0     | 0    | —          | —          | 3        | 0        |
| Kristiansund     | 2019     | Eliteserien | 28        | 0         | 0     | 0    | —          | —          | 28       | 0        |
| Kristiansund     | 2020     | Eliteserien | 12        | 0         | 0     | 0    | —          | —          | 12       | 0        |
| Kristiansund     | 2021     | Eliteserien | 30        | 0         | 1     | 0    | —          | —          | 31       | 0        |
| Kristiansund     | 2022     | Eliteserien | 16        | 0         | 0     | 0    | —          | —          | 16       | 0        |
| Kristiansund     | Összesen | Összesen    | 86        | 0         | 1     | 0    | 0          | 0          | 87       | 0        |
| Összesen         | Összesen | Összesen    | 190       | 0         | 4     | 0    | 0          | 0          | 194      | 0        |

## Fordítás
Ez a szócikk részben vagy egészben  a   Sean McDermott című angol Wikipédia-szócikk fordításán alapul.  Az eredeti cikk szerkesztőit annak laptörténete sorolja fel. Ez a jelzés csupán a megfogalmazás eredetét és a szerzői jogokat jelzi, nem szolgál a cikkben szereplő információk forrásmegjelöléseként.